# Dredd - Il giudice dell'apocalisse
Dredd - Il giudice dell'apocalisse (Dredd) è un film del 2012 diretto da Pete Travis e scritto da  Alex Garland
La pellicola è il secondo adattamento cinematografico tratto dall'omonimo personaggio del fumetto pubblicato su 2000 AD ed ideato nel 1977 da John Wagner e Carlos Ezquerra. Il film è stato distribuito anche in 3-D. Dallo stesso fumetto era già stato tratto il film Dredd - La legge sono io (1995) interpretato da Sylvester Stallone.
Il film è uscito nelle sale cinematografiche statunitensi il 21 settembre 2012, mentre in Italia la pellicola è rimasta inedita fino alla distribuzione diretta per il mercato home video a partire dal 28 agosto 2019.
Il Giudice Dredd, un tutore della legge a cui è stato conferito il potere di giudice, giuria e giustiziere in una vasta e distopica metropoli chiamata Mega-City One che si trova in una landa desolata postapocalittica. Dredd e la sua recluta, la giudice Anderson, sono costretti a portare ordine in un condominio di 200 piani e a trattare con la sua narcotrafficante, Ma-Ma.

## Trama
In un futuro postapocalittico nel quale l'America è ridotta ad una devastata landa radioattiva, Mega City One è un agglomerato urbano abitato da 800 milioni di persone, costituito da megaedifici di centinaia di piani e decine di migliaia di residenti che si estende da Boston a Washington. L'unica forza che tenta di far rispettare la legge e mantenere una parvenza di ordine in un luogo dominato dal caos è costituita dai "Giudici", individui che perseguono i criminali, emettono la sentenza e la eseguono seduta stante. All'esperto Giudice Joseph Dredd viene affidata la recluta Cassandra Anderson per una valutazione sul campo. Benché la ragazza si sia dimostrata al di sotto degli standard richiesti dell'Accademia, il Consiglio dei Giudici ha deciso di darle una possibilità, in quanto dotata di straordinari poteri telepatici a causa delle radiazioni.
A Peach Trees, un edificio di 200 piani vengono rinvenute tre vittime di omicidio spappolate sull'atrio ad opera di Madeline Madrigal, nota con il nomignolo "Ma-Ma", una spietata e sanguinaria trafficante sfregiata che li ha brutalmente spellati vivi e buttati dalla cima del palazzo dopo averli sottoposti a una dose di Slo-Mo, la sua nuova droga che rallenta le percerzioni sensoriali riducendole all'1%. Dredd e Anderson sono inviati ad investigare e assalgono un covo di criminali che spacciavano Slo-Mo. Nello scontro che segue i due Giudici catturano un delinquente chiamato Kay, che viene telepaticamente ispezionato da Anderson, rivelando di essere stato lui a distribuire lo Slo-Mo, quindi è complice di Ma-Ma. Osservando la scena dalle camere di sicurezza, Ma-Ma ordina al suo hacker esperto di prendere il controllo della sala di comando del palazzo riuscendo così a sigillare l'intero edificio e impedendo a Dredd e ad Anderson di scappare o chiedere aiuto. Con i due Giudici in trappola, Ma-Ma manda un messaggio dagli altoparlanti comunicando che manterrà il palazzo sigillato fino a quando Dredd e Anderson saranno uccisi.
Dredd e Anderson si ritrovano così intrappolati in una lotta per la sopravvivenza contro svariate gang criminali che tentano di ucciderli, venendo anche costretti ad uccidere dei civili che li vogliono morti per la libertà. Giunti al settantaseiesimo piano, Ma-Ma e i suoi uomini cercano di crivellare i due Giudici con dei cannoni mitragliatori che traforano i muri del palazzo, ma invece uccidono svariati civili innocenti. I due Giudici riescono ad attraversare un muro esterno e da lì sono in grado di chiamare rinforzi. Nel frattempo, Ma-Ma manda il suo scagnozzo Caleb per confermare le morti dei Giudici. Quando si incontrano, Dredd getta Caleb dal palazzo sotto gli occhi di Ma-Ma. Dredd sospetta che la spacciatrice stia cercando di mantenere il silenzio di Kay e così inizia a pestarlo per avere informazioni. Anderson interviene e usando le sue abilità psichiche scopre dal cervello di Kay che Peach Trees è il centro di produzione e distribuzione dello Slo-Mo. Anderson suggerisce di nascondersi nell'attesa dei rinforzi, ma Dredd insiste di proseguire per scovare Ma-Ma.
I Giudici Volt e Guthrie rispondono alla chiamata di soccorso da parte di Dredd, ma l'hacker di Ma-Ma nega a loro l'ingresso e riesce a convincerli che il sistema di sicurezza del palazzo non funziona correttamente. Intanto due ragazzini armati cercano di attaccare Dredd e Anderson, permettendo a Kay di disarmare e sopraffare la giovane Giudice. Kay poi si allontana da Dredd tenendo Anderson come ostaggio e la porta nel quartier generale di Ma-Ma al piano superiore. Mentre Dredd avanza verso il covo della criminale, quest'ultima richiama i Giudici corrotti Lex, Kaplan, Chan e Alvarez. I quattro sollevano dall'incarico Volt e Guthrie all'entrata dell'edificio per poi farsi strada. Dredd va incontro al Giudice Chan, che non fa domande su Anderson. Scoperta la corruzione, Chan attacca Dredd, che però riesce ad ucciderlo. Nel frattempo Kay cerca di giustiziare Anderson usando la sua stessa pistola, ma lo scanner di DNA dell'arma riconosce di non essere impugnata dal proprietario e così si autodistrugge uccidendolo. Anderson fugge dal covo di Ma-Ma e incontra la Giudice Kaplan, uccidendola non appena le legge la mente.
Nel frattempo Dredd riesce ad uccidere il Giudice Alvarez, ma rimane a corto di munizioni e così il Giudice Lex ne approfitta per sparargli alle spalle. Convinto che Dredd sia ormai sconfitto, Lex prova ad avvicinarsi per dargli il colpo di grazia, ma Dredd riesce a distrarlo abbastanza a lungo affinché Anderson li raggiunga e spari a Lex. Dredd e Anderson scovano l'hacker di Ma-Ma, che dà loro il codice del bunker di Ma-Ma. Giunti al nascondiglio di Ma-Ma, questa rivela di avere un dispositivo che farà esplodere tutti i cinquanta piani superiori se il suo battito cardiaco si arrestasse. Dredd dubita che il segnale del detonatore possa attraversare tutto il cemento della struttura dal piano terra, così ferisce Ma-Ma, le fa inalare il suo stesso Slo-Mo (in modo che il cuore non si arresti fino alla fine della caduta) e la fa precipitare giù nell'atrio, facendola morire come le sue vittime.
Il palazzo viene quindi sbloccato e i due Giudici riescono finalmente ad uscire fuori. Anderson riconosce di aver fallito il test di valutazione durante la missione per essersi fatta disarmare e si allontana, convinta che verrà cacciata via dal corpo della polizia. Alle sue spalle però, Dredd comunica al Giudice Capo che Anderson ha passato la prova.

## Produzione

### Sviluppo
Garland ha iniziato a scrivere la sceneggiatura nel 2006, anche se lo sviluppo di un nuovo adattamento cinematografico del Giudice Dredd, non correlato al film Dredd - La legge sono io, non è stato annunciato fino a dicembre 2008. I piani per un nuovo adattamento basato sul personaggio del Giudice Dredd vennero rivelati nel dicembre 2008. Nei primi giorni di maggio 2010, Alex Garland e Pete Travis vennero scelti rispettivamente per sceneggiare e dirigere la pellicola. Duncan Jones rifiutò di dirigere il film, pur lodando la sceneggiatura. Riguardo alle ragioni del suo rifiuto, Jones affermò:
Pochi giorni dopo, la Reliance BIG Pictures e la IM Global confermarono di voler finanziare il progetto e stanziarono un budget di circa 45 milioni di dollari. Le due società, inoltre, confermarono che il film sarebbe stato girato in stereoscopia 3-D.

### Sceneggiatura
(Andrew MacDonald e Allon Reich.)
Alex Garland, a cui è stata affidata la sceneggiatura della pellicola, rivelò di essere un fan del fumetto originale ed affermò che questo nuovo adattamento, rispetto alla precedente pellicola del 1995, sarebbe stato molto più realistico. Ad aiutare Garland nella stesura della sceneggiatura ci furono i produttori Andrew Macdonald e Allon Reich. Anche il creatore del fumetto di Dredd, John Wagner, venne coinvolto nel progetto ed affermò di aver "assoluta fiducia in Garland, Macdonald e Reich" e, riguardo alla loro sceneggiatura, lodò il loro tentativo di realizzare un film in tutto e per tutto identico al concept originale che ha reso il Giudice Dredd uno dei supereroi duri preferiti. Nonostante l'entusiasmo, all'inizio, Wagner rivelò che, durante la produzione del film ebbe delle divergenze con lo sceneggiatore Alex Garland, ma alla fine riconobbe il lavoro dello sceneggiatore, in particolare il modo di riuscire a trasporre il fumetto nella maniera più realistica possibile.

### Cast
Il primo attore ad essere confermato dalla produzione fu Karl Urban. Dopo diversi mesi di trattative, Urban entrò ufficialmente nel cast per interpretare il protagonista Dredd. Qualche mese dopo, l'attrice Olivia Thirlby entrò nel cast per interpretare la protagonista femminile del film, il Giudice Cassandra Anderson. Nel 2011, l'attrice Lena Headey venne confermata nel ruolo dell'antagonista del film, Madeline Madrigal (aka Ma-Ma). In seguito vennero ingaggiati altri attori, alcuni dei quali sono qui elencati nei loro rispettivi ruoli:
- Jason Cope
- Domhnall Gleeson interpreta Travis Synders[13]
- Langley Kirkwood interpreta Giudice Lex
- Francis Chouler interpreta il Giudice Guthrie[14]
- Deobia Oparei interpreta il Giudice T.J. Alvarez[15]
- Kevon Kane interpreta Mark
- Joe Vaz interpreta Big Joe
- Warrick Grier
- Scott Sparrow
- Travis Snyders
- Martin Kintu
- Rakie Ayola[16]

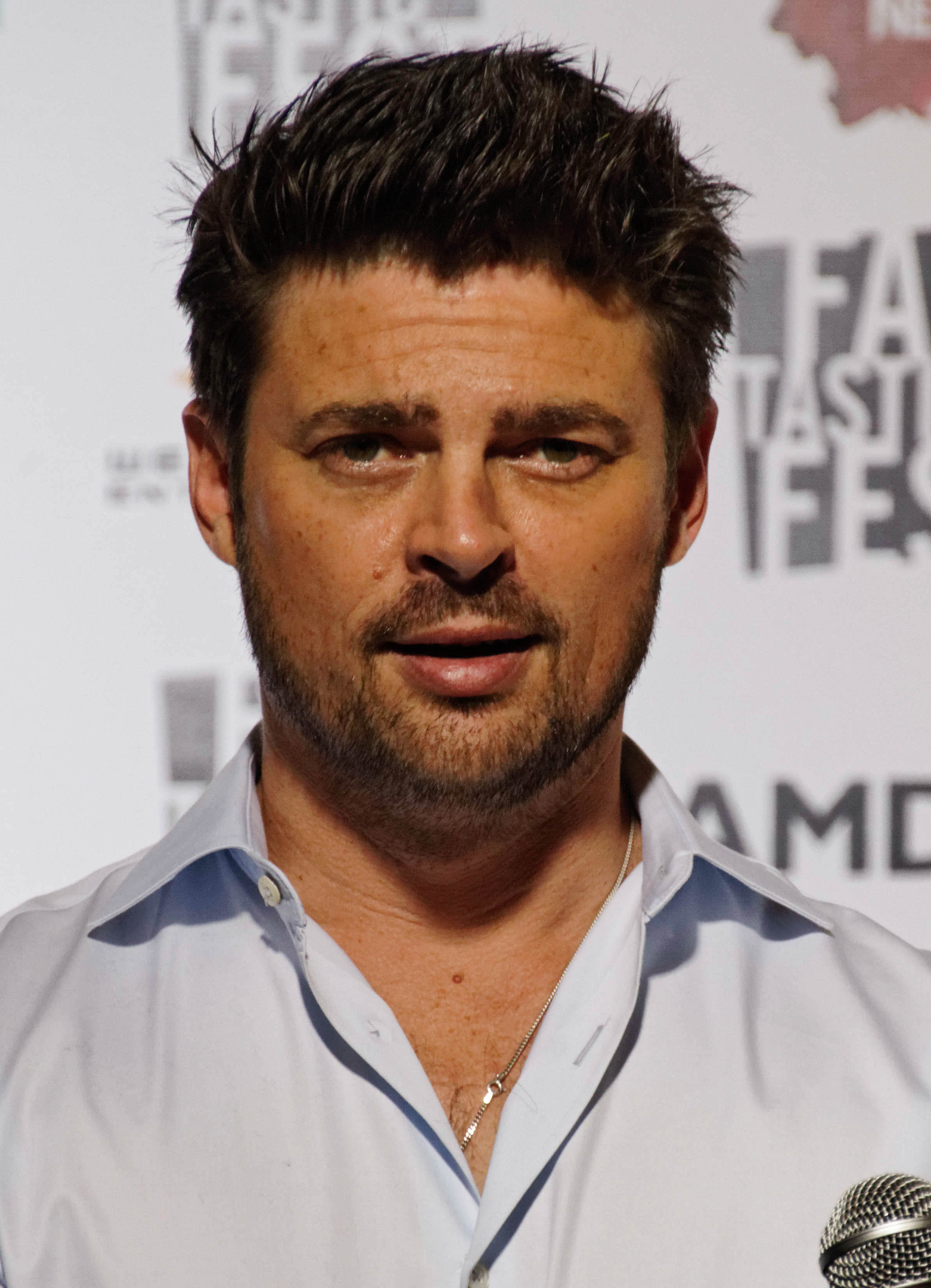
Karl Urban interpreta Il Giudice Dredd
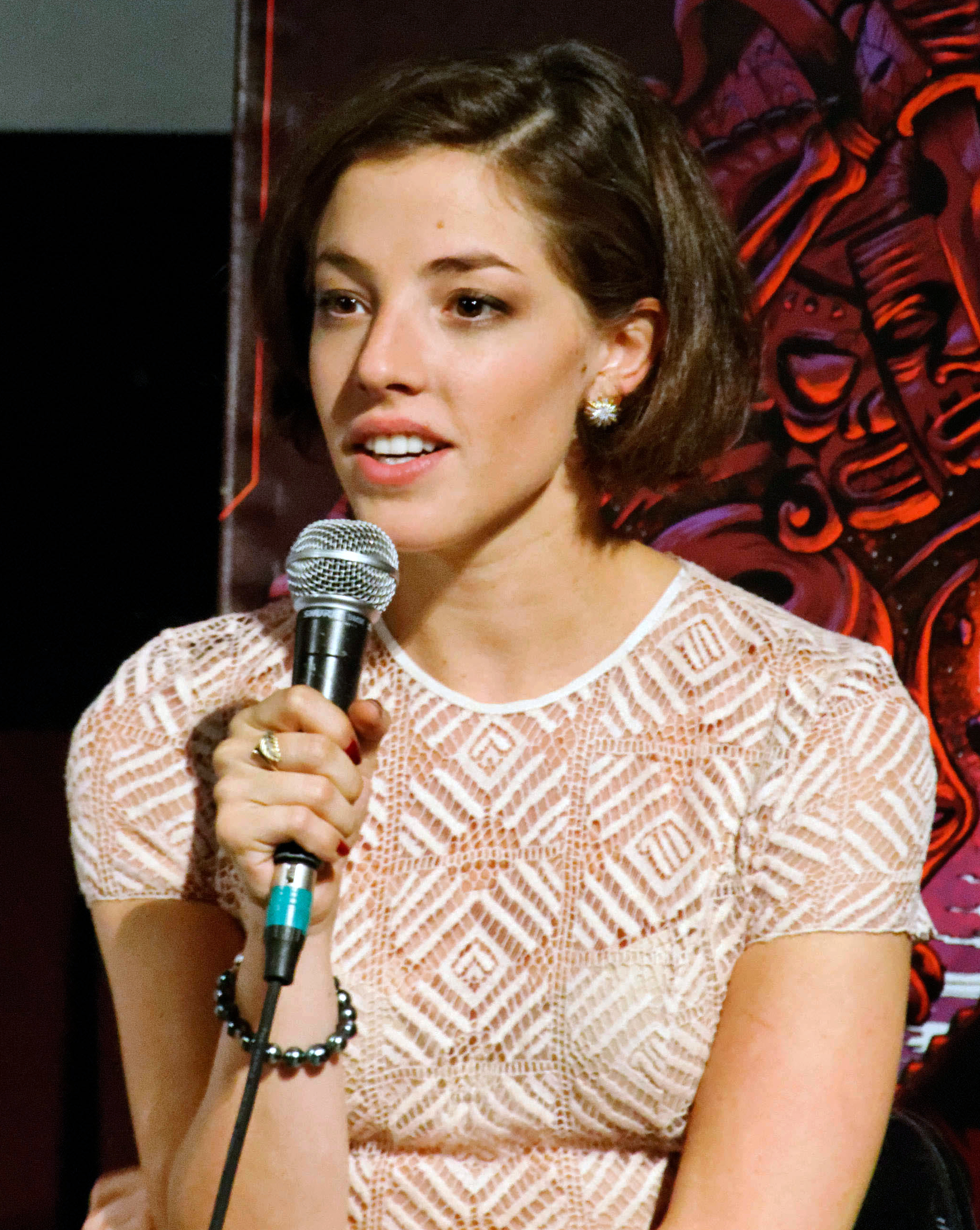
Olivia Thirlby interpreta Cassandra Anderson
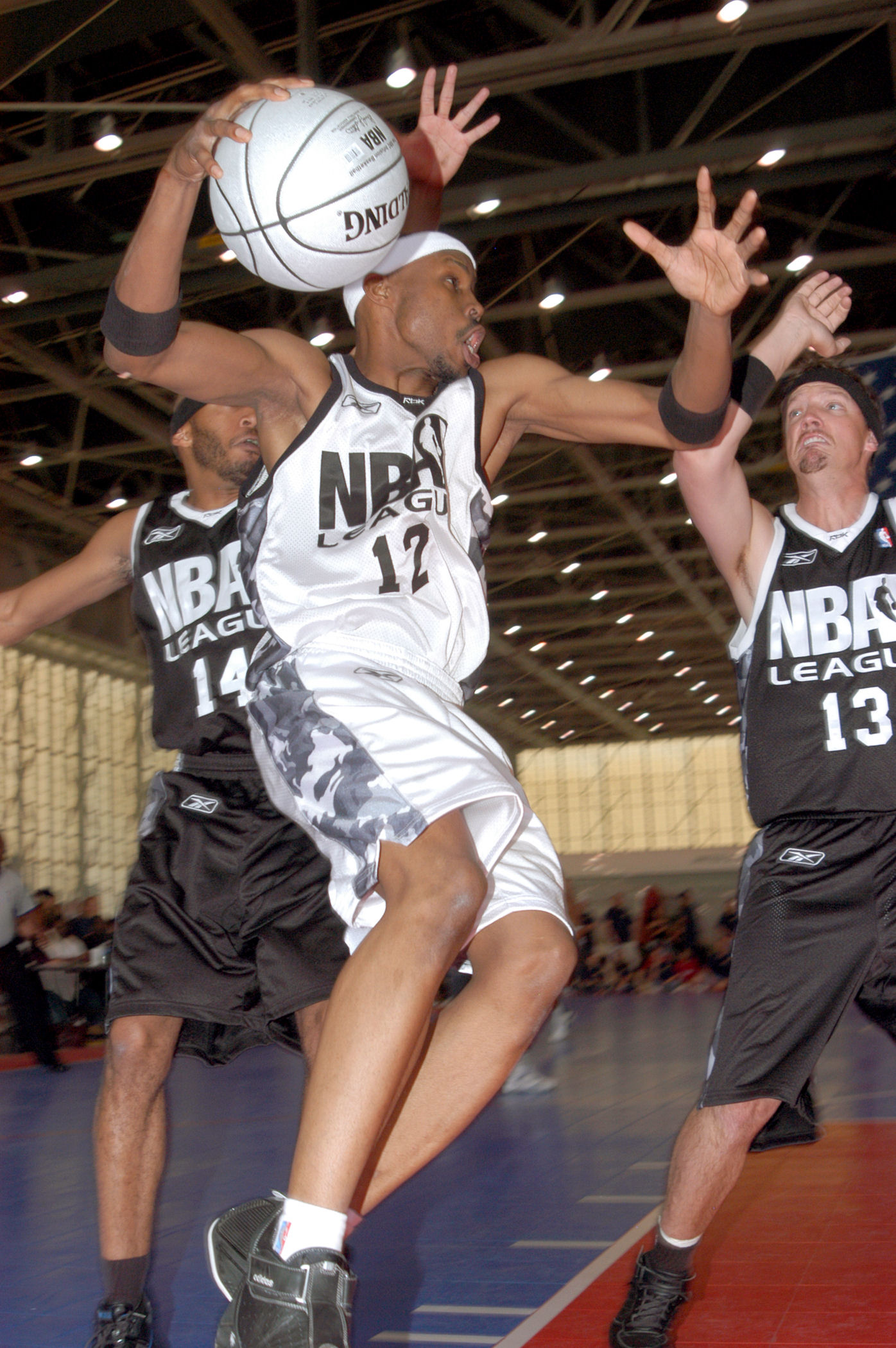
Wood Harris interpreta Kay

### Riprese
Dredd ha iniziato le riprese, utilizzando telecamere 3D per tutto il tempo, dal 12 novembre 2010. Le riprese si sono svolte su scenografie e location pratiche a Città del Capo e Johannesburg. Le prime immagini dal set vennero rese note il 22 gennaio 2011.

### Costumi
L'elmetto di Dredd venne realizzato dallo scultore e concept designer Edmund Woodward. 
Il creatore del fumetto, John Wagner, fu entusiasta per la tuta indossata dal personaggio principale, ritenendola "molto credibile" e "quasi paramilitare".

## Colonna sonora
|  | Ma-Ma's Requiem (ascolta file) Le tracce che corrispondono alle immagini a rallentatore del film sono state composte con strumenti reali prima di essere rallentate di migliaia di percento (0:21). |

Paul Leonard-Morgan ha scritto la colonna sonora di musica industriale del film. Leonard-Morgan ha creato la musica per adattarsi all'ambientazione futuristica del film. Ha sperimentato con la musica basata sulla band, ma ha deciso che suonava sovra-prodotta e troppo sicura. Si dedicò alla musica elettronica e ha utilizzato sintetizzatori in stile anni '80 e moderni moduli sonori per creare varie combinazioni e applicare distorsioni ed altri effetti al risultato. Leonard-Morgan ha detto: "Stavo cercando di creare una colonna sonora senza tempo che non potesse essere collocata in un'epoca particolare. Così è diventata un incrocio tra un brano dance moderno e paesaggi sonori evocativi". Per le scene che trasmettevano l'effetto del narcotico Slo-Mo, ha composto nuova musica con strumenti reali e poi ha rallentato le canzoni di millesimi di percento per adattarle alle immagini, in modo tale che un secondo della sua partitura composta potesse durare dieci minuti (rallentato allo 0,17% dell'originale). Ha poi aggiunto un'ulteriore traccia in tempo reale alla traccia rallentata.
Una canzone di Justin Bieber modificata in modo non ufficiale è servita da ispirazione per il tema Slo-Mo. Garland ha detto che lo strumentista dei Portishead Geoff Barrow "mi ha inviato un collegamento ad una canzone di Justin Bieber rallentata 800 volte ed è diventata questa straordinaria musica corale trippy". Morgan ha ricreato l'effetto basandosi sulla traccia modificata, che è stata utilizzata nel film finito. Il film ha utilizzato la musica di Bieber come segnaposto temporaneo durante il montaggio prima che la colonna sonora fosse finalizzata.
Il film presenta anche canzoni di artisti tra cui: Poison Lips di Vitalic; Dubstride di Yann McCullough e Gemma Kicks; Snuffbox di Matt Berry; Pontiac Moon di Robert J. Walsh; e Jubilee (Don't Let Nobody Turn You Around) di Bobby Womack.
Tracce
Testi e musiche di Paul Leonard-Morgan.
1. She's a Pass – 3:16
2. Mega City One – 3:13
3. The Plan – 2:37
4. The Rise of Ma-Ma – 1:55
5. Anderson's Theme – 2:37
6. Lockdown – 2:46
7. Cornered – 2:17
8. Kay Escapes – 3:17
9. Mini-Guns – 2:02
10. Undefined Space – 1:17
11. Bad Judges – 2:03
12. Judgment Time – 1:52
13. Hiding Out – 2:23
14. Order in the Chaos – 1:16
15. Slo-Mo – 1:27
16. Taking Over Peach Trees – 1:27
17. It's All a Deep End – 2:20
18. Judge, Jury and Executioner – 2:18
19. Any Last Requests? – 3:25
20. You Look Ready – 1:38
21. Ma-Ma's Requiem – 3:37
22. Apocalyptic Wasteland – 2:24

Durata totale: 51:27

## Promozione
Un'anteprima del primo trailer venne diffusa il 20 giugno 2012, 24 ore prima l'uscita del trailer definitivo. Il primo trailer è uscito, come previsto, il 21 giugno 2012.

## Distribuzione
Il film è stato distribuito dalla casa di produzione Lionsgate il 21 settembre 2012 negli Stati Uniti.
In Italia il film è stato distribuito direct-to-video da Eagle Pictures dal 28 agosto 2019.

## Sequel
Nel maggio 2017, una serie televisiva chiamata Judge Dredd: Mega-City One è stata annunciata in fase di sviluppo da IM Global Television and Rebellion. Nell'agosto 2017, Urban ha dichiarato di essere in discussione per recitare nella serie.
Nel 2023 è stata annunciata la cancellazione della serie.

## Accoglienza

### Incassi
A fronte di un budget stimato di 30-45 milioni di dollari, il film ha incassato poco più di 41 milioni di dollari.

### Critica
Il film è stato accolto positivamente dalla critica. Sull'aggregatore di recensioni Rotten Tomatoes ha un indice di gradimento dell'80% con un voto medio di 6,60 su 10 basato su 170 recensioni, e il consenso della critica recita: "alimentato da una violenza esplosiva e da effetti speciali impressionanti, radicati nell'auto-satira e nell'umorismo impassibile, Dredd 3D fa un lavoro straordinario nel catturare lo spirito grintoso del suo materiale originale". Su Metacritic ha invece un punteggio di 60 su 100 basato su 30 recensioni. Su CinemaScore il film ha come voto "B" su una scala da "A+" fino a"F".